# Серебряный Сёрфер (мультсериал)
Серебряный Сёрфер (англ. The Silver Surfer) — американо-канадский мультсериал по мотивам одноимённой серии комиксов Marvel. Первоначально планировалось, что сериал будет включать в себя несколько сезонов, однако вследствие финансовых затруднений, испытываемых в то время компанией Marvel Entertainment, был снят лишь один, первый сезон, состоящий из 13-ти серий.

## Сюжет
Могущественная космическая сила, называемая Галактусом, надвигается на мирную планету Зенн-Ла, чтобы поглотить её энергию. Чтобы спасти родную планету, простой смертный Норрин Радд решает принести себя в жертву. Он поступает на службу к Галактусу и становится его герольдом. Отныне он неуязвим и почти бессмертен; на своей доске для сёрфинга он будет пересекать просторы космоса, забыв о прошлом, не думая о будущем и заботясь лишь об одном — о поиске всё новых и новых планет, которыми его хозяин мог бы утолить свой вечный голод.

## Место действия
- Зенн-Ла́ — родина Серебряного Сёрфера; многие века была цветущим оазисом, откуда по всей Вселенной распространялись идеи мира, добра и справедливости. Когда Сёрфер отказался служить Галактусу, тот в порыве гнева зашвырнул Зенн-Ла неведомо куда, и с тех пор Серебряный Сёрфер старается обнаружить её местонахождение до 13 серии.
- Э́го — единственная во Вселенной живая планета, наделённая интеллектом и способностью к самостоятельному перемещению в пространстве. Обладает способностью создавать необычайно живые и достоверные иллюзии. Зная о своей уникальности, старается держаться в стороне от конфликтов и галактических войн, но это не всегда удаётся: вначале его захватывает в плен Танос, затем атакуют Фрактиты. Оба раза его выручает Серебряный Сёрфер, после чего Эго принимает облик Зенн-Ла, чтобы таким образом отблагодарить своего спасителя и в то же время — навсегда привязать его к себе.
- Земля — вначале была для Сёрфера лишь одной из бессчётного множества богатых энергией планет, пригодных в пищу его повелителю. Однако, обнаружив, что земляне не владеют техникой космических перелётов и потому обречены погибнуть вместе с планетой, Серебряный Сёрфер проникся к ним состраданием и не даёт Галактусу уничтожить планету. В результате Сёрфер перестаёт быть герольдом Галактуса, а его место занимает земная девушка Фрэнки Рей.
- Моро́вус — колония Крии.
- «Вселенская Библиотека» — одна из планет, некогда населённых расой Наблюдателей.
- Гармония — родная планета гуигнгнмов
- Скра́ллос — родина расы Скруллов.
- Кри-Ла́р — центр Федерации Крии.
- Кара-Де́с

## Персонажи
| Актёр             | Роль |                               |
| ----------------- | --- | ----------------------------- |
| Колин Фокс        | Уа́ту Наблюдатель, следящий за сектором, в котором расположена планета Зенн-Ла. Более эмоциональный, чем его соплеменники, разрывается между обетом невмешательства и желанием помочь своим «подопечным» |                               |
| Пол Эссьембр      | Но́ррин Радд / Серебряный Сёрфер главный герой сериала. Поступив на службу к Галактусу, получил от него способность жить в безвоздушном пространстве. Не нуждается ни в пище, ни в питье; для поддержания своих сил поглощает космическую энергию (хотя, конечно, не в таких объёмах, как Галактус). Легко восстанавливается после любых повреждений, практически не стареет. |                               |
| Камилла Скотт     | Шалла-Бал возлюбленная Норрина |                               |
| Эрон Тейгер       | Учитель Зенн-Ла |                               |
| Джеймс Блендик    | Галактус |                               |
| Гэри Кроуфорд     | Танос стал главным антагонистом Серебряного Сёрфера после того, как тот ушёл от Галактуса. По размерам значительно уступает Галактусу, но его планы ещё более грандиозны и зловещи: если Галактус просто поедает планеты по одной, то Танос замышляет уничтожить сразу всю Вселенную целиком, включая и Галактуса, с помощью изобретённого им устройств, позволяющего изменять ход времени. Безумно влюблён в Леди Хаос; всюду возит с собой её статую и разговаривает с ней, как с живой. |                               |
| Тара Роуслинг     | Нова девушка с Земли; до встречи с Галактусом её звали Фрэнки Рей. Круглая сирота. Имеет особый дар: может найти всё, что угодно, и где угодно. За это Галактус назначил её своим герольдом вместо Серебряного Сёрфера. Стихия Новы — Огонь. |                               |
| Элисон Корт       | Эмбер подружка Фрэнки |                               |
| Рой Льюис         | Эго живая планета |                               |
| Элизабет Шеперд   | Вечность вместе со своим братом Бесконечностью олицетворяет Вселенную |                               |
| Джон Невилл       | Бесконечность |                               |
| Роберт Бокстел    | Пип бывший раб с планеты Моровус; по доброй воле вызвался сопровождать Сёрфера |                               |
| Элизабет Ханна    | Кайли его подруга |                               |
| Дженнифер Дейл    | Туманность предводительница космических пиратов |                               |
| Седрик Смит       | Ментор брат Таноса и его заклятый враг; разыскивает Вселенскую Библиотеку, чтобы узнать, каким способом можно уничтожить Таноса |                               |
| Норм Спенсер      | Дракс Разрушитель Дрэкс | андроид, слуга и друг Ментора |
| Карл Пранер       | Бета Рэй Билл предводитель гуигнгнмов |                               |
| Бернард Беренс    | Нитр хранитель планеты Скруллос |                               |
| Дэвид Колдеризи   | Киар премьер-министр Скруллов; мечтает стать диктатором |                               |
| Лоренс Бейн       | Зедаро генерал Скруллов, сообщник Киара |                               |
| Элисон Сили-Смит  | Гамора глава Странников |                               |
| Марк Стрейндж     | Лорд Гленн главнокомандующий драконийцев; после того, как его планета была разрушена, с остатками своего войска примкнул к Странникам |                               |
| Джон Стокер       | Айвар его заместитель |                               |
| Кристофер Бриттон | Зарек премьер-министр Крии |                               |
| Оливер Беккер     | Воин Адам |                               |
| Дэвид Химблин     | Верховный Разум виртуальное существо, правящее Федерацией Крии |                               |

## Инопланетные расы
- Наблюдатели — древняя раса гуманоидных существ, наблюдающих за всеми событиями, происходящими во Вселенной; каждый из них был закреплён за одним из её секторов. За бессчётные века наблюдений и размышлений стали великими мудрецами, но дали обет никогда не вмешиваться в ход событий. Все накопленные ими знания собирали в особом хранилище, которое со временем заняло целую планету.
- Крии — древнейшая из всех разумных рас в Галактике (возможно, за исключением Наблюдателей). Хладнокровные, высокомерные и рассудочные, Крии подчинили себе много обитаемых планет, объединив их в Федерацию; коренные жители покорённых планет (по крайней мере, часть из них) стали рабами Кри.
- Скруллы — гуманоидные рептилии. Очень воинственные. Являются постоянными антагонистами Кри.
- Драконийцы — раса ящероподобных киборгов. Когда их планета была уничтожена, примкнули к «Странникам».
- Гуигнгнмы
- «Странники» — так именуют себя уцелевшие жители поглощённых планет, которые объединились и поклялись отомстить Галактусу и его герольду.

## Список эпизодов

### Часть 1. Происхождение
| # | Название                                                                                 | Сценарий                     | Дата первого показа |
| --- | ---------------------------------------------------------------------------------------- | ---------------------------- | ------------------- |
| 1 | «The Origin of the Silver Surfer (Part 1) / Происхождение Серебряного Сёрфера (часть 1)» | Ларри Броуди                 | 7 февраля 1998 г.   |
| Галактус, странствуя по Вселенной в вечных поисках энергии, избрал объектом очередной атаки планету Зенн-Ла. После того, как все попытки остановить Галактуса силой и доводами разума окончились неудачей, молодой Норрин Радд делает отчаянный шаг — предлагает Галактусу свои услуги, если тот пощадит Зенн-Ла. Галактус стирает память Радда и наделяет его частицей своей мощи, превратив его в Серебряного Сёрфера.                                                                    |                                                                                          |                              |                     |
| 2 | «The Origin of the Silver Surfer (Part 2) / Происхождение Серебряного Сёрфера (часть 2)» | Ларри Броуди                 | 14 февраля 1998 г.  |
| Серебряный Сёрфер преданно служит своему повелителю, пока не попадает в плен к некоему Таносу, который хочет подчинить Галактуса себе и рассчитывает выведать у Сёрфера секрет его могущества. С этой целью Танос проникает в подсознание Серебряного Сёрфера, но вместо нужных ему сведений обнаруживает там скрытые воспоминания Радда. Когда разочарованный Танос улетает, Серебряный Сёрфер возвращается к Галактусу с твёрдым намерением узнать всю правду о самом себе.               |                                                                                          |                              |                     |
| 3 | «The Origin of the Silver Surfer (Part 3) / Происхождение Серебряного Сёрфера (часть 3)» | Ларри Броуди                 | 21 февраля 1998 г.  |
| Галактус намеревается поглотить Землю, но Серебряный Сёрфер, к которому вернулась память о прошлой жизни, восстаёт против своего хозяина и пытается защитить её жителей от уничтожения. Галактус, поражённый тем, что Сёрфер готов пожертвовать собой ради спасения землян, отпускает его на свободу, сделав своим новым герольдом земную девушку Фрэнки. А Серебряный Сёрфер пускается в странствие по Вселенной, в надежде разыскать родную планету Зенн-Ла и встретиться с возлюбленной. |                                                                                          |                              |                     |
| 4 | «The Planet of Dr.Moreau / Планета доктора Моро»                                         | Ларри Броуди, Крис Кейн      | 28 февраля 1998 г.  |
| Серебряный Сёрфер летит к планете Моровус — колонии расы Кри, где, по слухам, обитает кто-то из его соотечественников. Он надеется узнать о местонахождени Зенн-Ла, но вместо этого становится рабом Кри. Однако с помощью своей космической силы он освобождается сам и спасает своих товарищей по несчастью от гнета жестоких хозяев. Вернув рабам свободу, Серебряный Сёрфер вместе с новым другом — бывшим рабом по имени Пип — отправляется дальше.                                    |                                                                                          |                              |                     |
| 5 | «Learning Curve (Part 1) / Окольный путь к знанию (часть 1)»                             | Ларри Броуди, Андреа Лоуренс | 7 марта 1998 г.     |
| Серебряный Сёрфер и Пип присоединяются к космическим странникам — Ментору и Дрэку, которые ищут Вселенскую Библиотеку, где собраны все знания, накопленные Наблюдателями. Но кристалл, указывающий путь к Библиотеке, похищен космическими пиратами, которых возглавляет воительница по прозвищу Туманность. Следы похитителей ведут к плазменному порталу. Пройдя сквозь него, Сёрфер и его спутники попадают, наконец, в Библиотеку.                                                      |                                                                                          |                              |                     |
| 6 | «Learning Curve (Part 2) / Окольный путь к знанию (часть 2)»                             | Ларри Броуди                 | 14 марта 1998 г.    |
| Во Вселенской Библиотеке путешественников ждёт неприятный сюрприз: её заполонили гигантские вирусы, в которых вследствие непродуманного эксперимента превратились все прежние жители планеты. Та же участь постигает всех вновь прибывших, за исключением Пипа и Дрэка. Серебряный Сёрфер также заражён, и лишь ценой огромных усилий ему удаётся сохранить свою индивидуальность. Так и не найдя того, что искал, Сёрфер покидает Библиотеку.                                              |                                                                                          |                              |                     |
| 7 | «Innervisions / Внутренние видения»                                                      | Ларри Броуди, Алан Суэйз     | 4 апреля 1998 г.    |
| На планете Гармония все жители обитают в мире собственных фантазий и грёз, полностью утратив представление о реальности. Между тем над ними нависла смертельная угроза — к Гармонии приближается Танос, который давно замыслил уничтожить её. Чтобы предотвратить катастрофу, Серебряный Сёрфер отключает аппарат, порождающий иллюзии, и перенаправляет его энергию на Таноса, тем самым заставив его забыть о своих намерениях.                                                           |                                                                                          |                              |                     |

### Часть 2. Антитело
| # | Название                                     | Сценарий                           | Дата первого показа |
| --- | -------------------------------------------- | ---------------------------------- | ------------------- |
| 8 | «Antibody / Антитело»                        | Ларри Броуди, Майкл Стивен Грегори | 11 апреля 1998 г.   |
| Серебряный Сёрфер стремительно теряет силы. От Новы, сменившей его в качестве герольда Галактуса, он узнаёт, что причиной тому — смертельная болезнь его бывшего господина. После недолгого раздумья Сёрфер принимает решение: он проникает в тело Галактуса, чтобы найти и устранить причину болезни, пока Нова отражает нападение армады Странников. В уплату за лечение Серебряный Сёрфер надеется получить сведения о Зенн-Ла. Увы, его ждёт разочарование…                                                                                       |                                              |                                    |                     |
| 9 | «Second Foundation / Вторая основа»          | Ларри Броуди, Майкл Стивен Грегори | 25 апреля 1998 г.   |
| В поисках Зенн-Ла Серебряный Сёрфер и Нова попадают на планету Скруллов и там, неожиданно для себя, оказываются втянуты в гражданскую войну между сторонниками законной власти и приверженцами честолюбивого премьер-министра Киара. Задача Сёрфера — не дать заговорщикам захватить королевское яйцо, из которого должна вылупиться будущая Великая Мать Скруллов. |                                              |                                    |                     |
| 10 | «Radical Justice / Радикальное правосудие»   | Ларри Броуди, Брукс Уочтел         | 2 мая 1998 г.       |
| Серебряный Сёрфер взят в плен Странниками и осуждён как соучастник злодеяний Галактуса. Его оставляют на пустынной планете, полной смертоносных ловушек; при этом особый прибор концентрирует энергию солнц и направляет её поток на поверхность планеты, чтобы лишить Сёрфера космической силы. Однако в процессе его работы неожиданно начинает формироваться «чёрная дыра», грозящая поглотить корабль Странников, и только Серебряный Сёрфер может предотвратить катастрофу…                                                                      |                                              |                                    |                     |
| 11 | «The Forever War / Вечная война»             | Ларри Броуди, Марк Хофмейер        | 29 мая 1998 г.      |
| Серебряный Сёрфер проникает внутрь космической аномалии, где заперт Воин Адам, защитник планеты Кара-Дес, обречённый бесконечно сражаться с космической эскадрой Кри. Освобождённый Сёрфером, Адам узнаёт, что его родная планета давным-давно погибла; до глубины души потрясённый этим известием, он возвращается в аномалию, в то время и место, где его мир ещё существует, чтобы продолжать битву, без которой его жизнь лишена смысла. |                                              |                                    |                     |
| 12 | «Return to Zenn-La / Возвращение на Зенн-Ла» | Ларри Броуди                       | 9 мая 1998 г.       |
| Наконец-то мечта Серебряного Сёрфера сбылась — он вновь ступил на землю Зенн-Ла, встретился с Шаллой-Бал и со старыми друзьями! Однако что-то мешает ему до конца поверить в своё счастье… И очень скоро недобрые предчувствия сбываются: оказывается, что и Зенн-Ла, и все её жители — просто иллюзия, созданная для Сёрфера живой планетой Эго в награду за спасение от нашествия орды кристаллических паразитов Фрактитов. Разгневанный Сёрфер собирается уничтожить Эго, но затем отказывается от своего намерения, и они расстаются по-хорошему. |                                              |                                    |                     |
| 13 | «The End of Eternity / Конец Вечности»       | Ларри Броуди, Даллас Барнс         | 16 мая 1998 г.      |
| Танос, одержимый безумной страстью к богине Хаоса, стремясь угодить своей возлюбленной, создал устройство, поворачивающее время вспять. Это грозит гибелью всей Вселенной. Только Серебряный Сёрфер не подвластен его воздействию. Но хватит ли у него сил одолеть того, кто замахнулся на саму Вечность? |                                              |                                    |                     |